# Giuseppe Carnazza Amari
Giuseppe Carnazza Amari (Palermo, 31 dicembre 1837 – Catania, 26 marzo 1911) è stato un giurista e politico italiano.
Fu deputato e  senatore del Regno d'Italia nella XVIII legislatura.

## Biografia
Figlio di Sebastiano Carnazza e di Grazia Amari (sorella di Michele Amari), nipote di Gabriello Carnazza Puglisi, 1809-1880, intellettuali repubblicani ed unitari, e che per questo furono esiliati. Membro di una delle famiglie storiche di Catania – i cugini  Giuseppe Carnazza Puglisi, Gabriello (1871-1931), anch'egli giurista e deputato, e Carlo (1875-?), politico – che, insieme alla famiglia Majorana, segnarono gli eventi principali della città durante quel periodo.
Dopo essersi laureato in giurisprudenza presso la Regia Università di Catania nel 1858, esercitò la professione di avvocato e giudice. Nel 1864 venne nominato professore di Diritto internazionale e nel 1880 viene nominato ordinario. 
Nel 1880 venne eletto per la prima volta deputato al Camera, nelle file della sinistra moderata, e vi restò per 4 legislature, fino al 1892 , quando venne nominato Senatore del Regno.
Nel corso della sua carriera accademica pubblicò diverse dissertazioni.

## Scritti
- Sul diritto che ha l'Archiginnasio di Catania di essere riconosciuto Università di I classe (Catania, Tip. La Fenice, 1862)  Anche on line; (II ed., Catania, Stabilimento Tipografico Caronda, 1867). Anche on line
- Elementi di diritto internazionale, due volumi (Milano 1867 1875)
- Sull'equilibrio politico degli stati: discorso inaugurale pronunziato dal prof. G. Carnazza Amari per l'apertura degli studii della R. Università di Catania, anno 1867-68, Catania, stab. tip. di C. Galatola (1867) [ora anche online: http://www.unict.it/sites/default/files/PRIMA.PDF Archiviato il 15 settembre 2013 in Internet Archive. Lezioni inaugurali, 1861-1999, a cura di Giuseppe Giarrizzo, Catania, 2001, pp. 60–76].
- Nuova esposizione del principio del non intervento: discorso inaugurale pronunziato dal professore G. Carnazza Amari per l'apertura degli studi della Regia Università di Catania, anno 1872-73, Catania, Stab. tip. Caronda (1873) [Anche online: http://www.unict.it/sites/default/files/PRIMA.PDF Archiviato il 15 settembre 2013 in Internet Archive. Lezioni inaugurali, 1861-1999, a cura di Giuseppe Giarrizzo, Catania, 2001, pp. 112–161 ].
- Trattato di diritto internazionale pubblico in tempo di pace (tradotto in francese, Toulon 1880)
- Guerra e Civiltà, in Annuario accademico della R. Univ. degli studi di Catania, 1880-81 [ora anche online: http://www.unict.it/sites/default/files/PRIMA.PDF Archiviato il 15 settembre 2013 in Internet Archive. Lezioni inaugurali, 1861-1999, a cura di Giuseppe Giarrizzo, Catania, 2001, pp. 261–281].